# Куракинская богадельня
Куракинская богадельня (шпиталь) — богадельня (инвалидный дом), устроенная в эпоху Русского Просвещения князьями Куракиными на территории их московской городской усадьбы.
Одно из первых богоугодных заведений в Российской империи. В 1820 году переименована в Странноприимный дом. Здания богадельни представляют собой объект культурного наследия федерального значения. Современный почтовый адрес: Новая Басманная улица, дом № 4, строение № 1, Москва.

## История
Князь Борис Иванович Куракин (1676—1727), занимавший с 1724 года должность русского посла в Париже, был настолько впечатлён Домом инвалидов, что задумал создать аналогичное богоугодное заведение в Москве.
Воплотить свою задумку при жизни ему не удалось. Построить «шпиталь для призрения заслуженных воинов, не имевших средств к существованию» и церковь в честь иконы Николая Угодника, он завещал своему сыну Александру.
В 1731 году императрица Анна Иоанновна своим указом безвозмездно выделила князю Александру Куракину землевладение в Басманной слободе длиной в 50, шириной в 40 саженей для строительства шпиталя (госпиталя). Щедрый подарок императрицы был обусловлен не только уважением к заслугам Бориса Ивановича Куракина и его благим намерениям, но и заинтересованностью в развитии территории Басманной слободы.
Строительство богадельни длилось более 10 лет. В 1742 году состоялось торжественное открытие храма и шпиталя, на котором присутствовала уже новая императрица Елизавета Петровна. Шпиталь стал первым частным благотворительным учреждением в России.
Имя автора архитектурного проекта до наших дней не дошло. Как и завещал Б. И. Куракин, комплекс был построен «с доброю архитектурою», «со всякою прекрасностью» и «по чужестранному обычаю». Существует предположение, что проект разрабатывался парижскими архитекторами. Первоначально здание госпиталя было одноэтажным и имело П-образную форму. Данный архитектурный памятник относят к стилю «аннинского барокко». В духовной книге Б. А. Куракина содержался подробный регламент шпиталя, которому следовали его потомки.
Богадельня вмещала всего лишь двенадцать человек и предназначался для бывших офицеров, получивших увечья. Каждому из них была выделена меблированная комната. В шкафах висела одежда на все времена года. К столу подавали мясо и птицу в скоромные дни и рыбу в постные. Бывшим воинам полагалось вино каждый день и мёд по праздникам. За домом был разбит сад для прогулок. Проживающие должны были придерживаться всего двух основных правил — ночевать в госпитале и посещать службы в храме.
В центре ансамбля находилась церковь Николая Угодника, соединяющаяся с помещениями госпиталя (снесена в советское время). По мнению одного из исследователей, храм имел общие архитектурные черты со знаменитой церковью Сан-Карло-алле-Куаттро-Фонтане в Риме — творением знаменитого итальянского архитектора Франческо Борромини. Главный фасад храма своим изгибом напоминал алтарную апсиду, но был обращен на север и служил притвором. Фасад был украшен портиком, обращенным к воротам.
Сохранилась «упрощенная версия» храма Николая Угодника — церковь в подмосковной усадьбе Куракиных Ельдигино.
В 1790-х годах ансамбль пополнился двухэтажной усадьбой, построенной для своей семьи правнуком Бориса Ивановича Куракина — Степаном Борисовичем. В 1802 году были достроены два служебных корпуса.
Во время Отечественной войны 1812 года в Странноприимном доме Наполеон устроил лазарет для французских раненых, а в церкви Николая Угодника обосновал конюшню. После изгнания противника из Москвы Алексей Борисович Куракин (младший брат Степана Борисовича) отреставрировал церковь.
В 1820 году «шпиталь» переименовали в Странноприимный дом. В дни праздников в честь Николая Угодника здесь бесплатно кормили до пятисот нищих. Позднее кормление при храме стали заменять выдачей бесплатных билетов в народные столовые.
Последним попечителем храма и Странноприимного дома был правнук Алексея Борисовича — Федор Алексеевич Куракин. В 1902 году он реконструировал основное здание — укрепил фундамент, надстроил второй этаж, расширил оконные проёмы для того, чтобы комнаты стали более светлыми и уютными. При этом здание утратило барочные черты и было оформлено в духе неоклассицизма.. Тогда же М. С. Шуцман спроектировал новую уличную ограду.

## Советское время
После революции (переворота) 1917 года богадельня была закрыта.
В 1935 году была снесена церковь Николая Угодника, прочие помещения Странноприимного дома вплоть до 1980-х годов использовались под жильё.
После расселения коммунальных квартир здание почти 20 лет простояло заброшенным.

## Современность
В 1998 году по указу московского мэра Ю. М. Лужкова в здании бывшего Странноприимного дома было создано госучреждение — Московский дом национальностей.
В 1999—2003 годах была проведена реконструкция бывшего Странноприимного дома, благодаря которой удалось воссоздать облик здания, который оно имело в XVIII веке. В ходе работ была обновлена стенная кладка, укреплены сводчатые потолки, восстановлены разрушенные колонны из белого камня, переложены оконные проемы, восстановлены лестницы. Былую парадность обрела ограда с ажурными воротами. Внутреннее убранство и инженерные системы были приведены в соответствие с требованиями времени и новыми задачами здания.
Сегодня здесь проводятся концерты, музыкальные и художественные фестивали, конференции и форумы, отмечаются национальные праздники.